# Uxbridge (Massachusetts)
|  | Dieser Artikel wurde aufgrund von inhaltlichen Mängeln auf der Qualitätssicherungsseite des Projektes USA eingetragen. Hilf mit, die Qualität dieses Artikels auf ein akzeptables Niveau zu bringen, und beteilige dich an der Diskussion! Eine nähere Beschreibung der zu behebenden Mängel fehlt. |

Uxbridge ist eine Stadt im Worcester County im US-amerikanischen Bundesstaat Massachusetts.
Das U.S. Census Bureau hat bei der Volkszählung 2020 eine Einwohnerzahl von 14.162 ermittelt.

## Geschichte
Die heutige Stadt wurde am 27. Juni 1727 als unabhängige Gemeinde gegründet, als die Regierung von Massachusetts den Einwohnern von Mendon erlaubte, ihre eigene Stadtregierung zu wählen. Die Stadt wurde nach dem Earl of Uxbridge benannt, der zu dieser Zeit Generalstaatsanwalt von Massachusetts war.
1731 entstand in Uxbridge die erste, vom Great Awakening geprägte, kongregationalistische Kirchengemeinde.
Lydia Taft, die im Jahre 1756 eine Stimme bei einer Wahl in Uxbridge abgab, gilt als erste weibliche Wählerin Amerikas. Seth Reed hat E Pluribus Unum um Amerikas Münzen.
Uxbridge war für mehr als 140 Jahre ein Zentrum der Textilindustrie, es wurden Militäruniformen und Kaschmirwolle hergestellt. Es ist das geografische Zentrum der „Blackstone“-Nationalparkverwaltung, dem Geburtsort von Amerikas Industrie.